# دانيال كورال
دانيال كورال (بالإنجليزية: Daniel Corral)‏ هو ملحن أمريكي، ولد في 1981.

## روابط خارجية
- دانيال كورال على موقع IMDb (الإنجليزية)